# Neuvelle-lès-Cromary
Neuvelle-lès-Cromary is een gemeente in het Franse departement Haute-Saône (regio Bourgogne-Franche-Comté) en telt 344 inwoners (2011). De plaats maakt deel uit van het arrondissement Vesoul.

## Geografie
De oppervlakte van Neuvelle-lès-Cromary bedraagt 6,4 km², de bevolkingsdichtheid is 53,8 inwoners per km².
De onderstaande kaart toont de ligging van Neuvelle-lès-Cromary met de belangrijkste infrastructuur en aangrenzende gemeenten.

## Demografie
Onderstaande figuur toont het verloop van het inwonertal (bron: INSEE-tellingen).